# 壹電視財經台
壹電視財經台是壹電視旗下的財經頻道，簡稱壹財經，於2011年8月22日開播。但由於壹電視考量財經台全天播出的節目量少，於2012年3月1日停播。

## 簡史
- 2011年8月22日，壹電視財經台正式於網樂通、壹電視官網開播。
- 2012年3月2日，財經台無預警停播。《聯合報》報導，壹傳媒可能出於製作費高昂、精簡電視台成本等考量而關閉，部分人員被裁撤。壹傳媒公共事務部總監張修哲表示，集團重心都放在新聞台上，沒有向國家通訊傳播委員會（NCC）申請執照，主要是集中資源全力發展新聞台內容[1]。

## 主播群

### 財經主播
- 邱沁宜
- 李昕芸
- 蔡韋葶
- 劉姿麟

## 節目列表
- 註：未特定註明時段，與壹電視新聞台同步播出。
- 08:00～09:00《0800第壹手財經》《財經新聞類節目》蔡韋葶
- 09:00～10:00《股市壹導航》《財經新聞類節目》劉姿麟
- 10:00～11:00《股市壹導航》《財經新聞類節目》李昕芸
- 11:00～12:00《股市壹導航》《財經新聞類節目》劉姿麟
- 12:00～13:00《股市壹導航》《財經新聞類節目》李昕芸
- 13:00～14:00《1300第壹手財經》《財經新聞類節目》劉姿麟
- 22:00～23:00《壹線財經》《財經談話性節目》邱沁宜

## 外部連結
- 壹電視財經台的Facebook專頁